# 6854 Georgewest
6854 Georgewest eller 1987 UG är en asteroid i huvudbältet som upptäcktes den 20 oktober 1987 av den amerikanska astronomen Kenneth W. Zeigler vid Anderson Mesa Station. Den är uppkallad efter George West i  Texas.
Asteroiden har en diameter på ungefär 4 kilometer och den tillhör asteroidgruppen Nysa.